# Білоруси в лівійському конфлікті

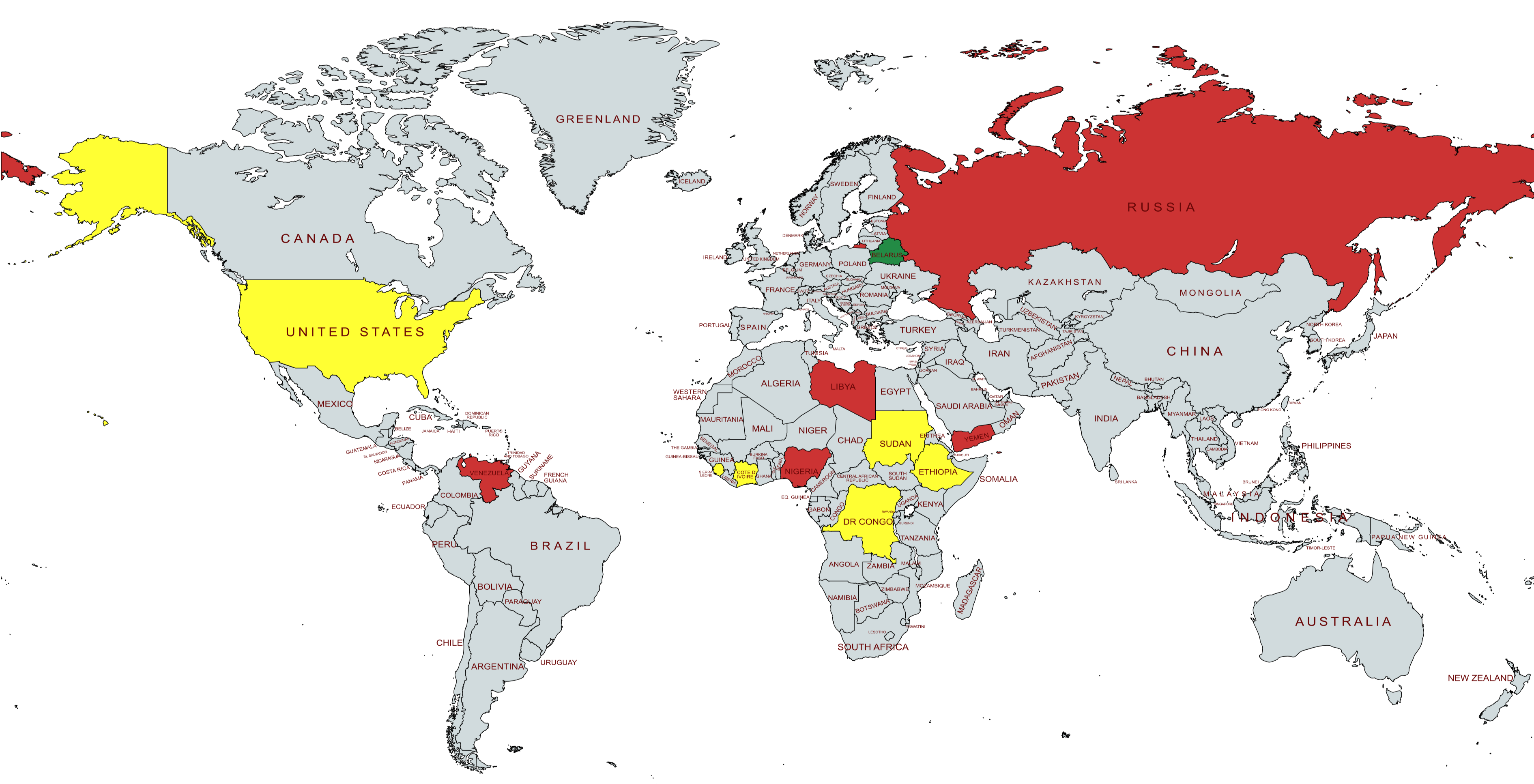
Карта використання послуг білоруських військових фахівців, включаючи Лівію.
Білорусь
підтверджено владою (у Лівії тільки для довоєнного періоду)
спростовується владою

Білоруси в лівійському конфлікті 2011 року брали участь на боці урядової армії Муаммара Каддафі в якості військових фахівців і найманців. Республіка Білорусь офіційно заперечує присутність своїх громадян у зоні конфлікту.

## Позиція щодо конфлікту
Під час громадянської війни і військової інтервенції в Лівії в 2011 році Республіка Білорусь стала однією з небагатьох країн, які підтримали Муаммара Каддафі, не визнали повстанську НПР і засудили дії блоку НАТО. Представник Міністерство закордонних справ заявив:
|  | Бомбардування території Лівії виходять за рамки резолюції Ради Безпеки ООН 1973 і порушують її головну мету — забезпечення безпеки мирному населенню. Республіка Білорусь закликає держави, які беруть участь у військовій операції, негайно припинити військові дії, що призводять до людських жертв. Врегулювання конфлікту є внутрішньою справою Лівії і має здійснюватися тільки лівійським народом без військового втручання ззовні. |

21 квітня 2011 року президент Білорусі Олександр Лукашенко виступив зі щорічним посланням білоруському народу і парламенту країни, в якому розкритикував висвітлення західними ЗМІ лівійського конфлікту. Також він згадував про розмову з Каддафі, з яким зідзвонився під час бойових дій. За словами президента, лівійський лідер також залишився незадоволеним фейками від ЗМІ.
Дізнавшись про вбивство Муаммара Каддафі, Лукашенко сказав наступне:
|  | Здійснена агресія, приголомшено керівництва країни, не тільки Муаммар Каддафі. Притому, як приголомшено? Ну, застрелили б, в бою загинула б людина. Так це ж за допомогою спецслужб (не думайте, що його, главу держави, пацани затримали. Як його охороняли, ви знаєте), захоплення глави держави здійснили натовські спецпідрозділи. Над ним знущалися, стріляли, пораненого ґвалтували, викручували і ламали руки, а потім закочувала. Гірше, ніж фашисти свого часу. |

Як зазначив політолог Сергій Богдан в ефірі програми «Итоги дня» на «Радіо Свобода», вбивство лівійського лідера для білоруського керівництва було шоком.

## Повідомлення
- Стокгольмський інститут дослідження проблем миру: 15 лютого 2011 р. літак Іл-76 вилетів з військової бази недалеко від білоруського міста Барановичі і приземлився в лівійському пустельному аеропорту Сабха. Імовірно він привіз якесь військове обладнання або зброю[5].
- Західні ЗМІ: наприкінці лютого було оголошено про залучення найманців і добровольців з країн Східної Європи (Румунії, Сербії, України, Білорусі) до придушення антиурядових протестів[6].
- Комсомольська правда: армії Муаммара Каддафі допомагають кілька сотень військових радників і фахівців з Білорусі. Іноземці сприяли підвищенню рухливості військ, вносили в тактику елементи партизанської війни, підтримували контрнаступ в кінці березня — початку квітня на східному фронті[7].
- Робочої групи ООН з використання найманців: 8 квітня заявила про можливість участі в конфлікті білорусів[8].
- Ібрагім Абдель Мегід: влітку Каддафі закликав на допомогу білоруських снайперів. Через Туніс прибула нова група іноземних найманців[9].

## Експерти
Спочатку повідомлення про військову допомогу з боку Білорусі пояснювалися наслідками інформаційної війни, оскільки затягування процесу повалення режиму Каддафі було несподіваним для західної спільноти. Заступник директора Інституту політичного і військового аналізу Олександр Храмчихін відзначив слабку доказову базу. Експерт Інституту Близького Сходу і російської Ради з міжнародних справ Сергій Балмасов заявив, що всі звинувачення у співпраці між Мінськом і Триполі засновані на голослівних твердженнях директора SIPRI Х'ю Гріффітса.
Білоруський військовий аналітик Олександр Алесін, стосовно інформації про постачання озброєнь і рейсі білоруського літака в Себху, заявив, що відправка будь-яких озброєнь в країну недоцільна, оскільки Збройні сили Лівійської Арабської Джамахірії на той момент були добре забезпечені. Набагато більшу потребу представляли військові фахівці і ремонтники, які забезпечували б боєздатність техніки і її ремонт. На думку експерта, основу контингенту білоруських військових фахівців в Лівії склали відставні військовослужбовці, оскільки офіційно держава намагається не направляти в «гарячі точки» діючу армію. Білоруська армія, як зазначав Алесін, не раз скорочувалася (особливо в 1990-ті рр.), багато контрактники пішли через низькі зарплати. Деякі зі звільнених пішли в найманці. Експерт оцінив кількість білорусів у Лівії від кількох десятків до кількох сотень людей. Можливо, серед них були льотчики, фахівці по обслуговуванню технічної авіації та військової техніки, штабні офіцери і бійці спецназу — наприклад, снайпери. За словами спостерігача, деякі з них, можливо, вже брали участь в інших конфліктах на території Африки.

## Влада
МЗС країни в особі прес-секретаря Андрія Савіних за весь цей час неодноразово заявляв, що найманців і військовослужбовців з Білорусі в Лівії немає. При цьому влада заперечувала навіть можливість участі «найманців-авантюристів» у бойових діях. Про це, зокрема, заявляв помічник міністра оборони з військової політики генерал-майор Олександр Анісімов. Міністр оборони Юрій Жадобін також виступив зі спростуванням причетності країни до конфлікту.
Однак 6 квітня 2011 року була дещо інша інформація. Як розповів радник посольства Білорусі в Триполі Георгій Громико, до громадянської війни та іноземної інтервенції в країні знаходився контингент з 500 білоруських військових радників, інструкторів і фахівців, але з початком бойових дій частину їх евакуювали. Проте, за словами військового аташе Ігоря Качугіна, офіційно військових в країну не направляли. Він не виключив, що хтось міг укладати індивідуальні контракти з лівійськими силовими структурами.
Того ж дня військове відомство і МЗС виступили зі спростуванням перебування білорусів у Лівії.

## Полонені
У серпні і вересні 2011 року лівійські бойовики затримали чотирьох білорусів (Валерія Гордієнка, Ігоря Демічева, Федора Труфанова і В'ячеслава Качуру). Їх звинуватили у співпраці з режимом Каддафі і засудили до 10 років позбавлення волі. Перші три були випущені в 2014 році. Качура був звільнений у 2018 році за сприяння Рамзана Кадирова і Льва Деньгова.

## Джерело
- Валер Карбалевіч. Якія наступствы могуць мець скандалы з пастаўкамі зброі? // Радыё Свабода : радыёвяшчальная арганізацыя. — 1 сакавіка 2011.
- Андрей Александрович. Летало ли белорусское оружие в Ливию и Кот-д'Ивуар? // TUT.BY : интернет-портал. — 2 марта 2011.
- Сергей Балмасов. Диктатор Лукашенко спасает Полковника // Правда.Ру : электронное СМИ. — 3 марта 2011.
- На стороне Каддафи воюют белорусские партизаны // Комсомольская правда : газета. — 6 апреля 2011.
- Сергей Стаховский. Муаммар и Беларусь // Салідарнасць : газета. — 21 октября 2011.
- Белорусская джамахирия: Полковник Каддафи ищет прибежища в Минске // The New Times : журнал. — № 08 (193). — 7 марта 2011.
- Егор Лебедок. Белорусское военное присутствие в Африке // Thinktanks.by : сайт белорусских исследований. —  7 февраля 2021.